# Macrostemum
Macrostemum é um gênero de tricópteros da família Hydropsychidae . Existem mais de 90 espécies descritas de Macrostemum no mundo.
Estas 98 espécies pertencem ao gênero Macrostemum: 
- Macrostemum adpictum (Navas, 1934)
- Macrostemum albardanum (Banks, 1931)
- Macrostemum alienum (Ulmer, 1907)
- Macrostemum arcuatum (Erichson, 1848)
- Macrostemum auriferum Neboiss, 1984
- Macrostemum austrovicinorum Mey, 1989
- Macrostemum bellerophon Malicky & Chantaramongkol in Malicky, 1998
- Macrostemum bellum (Banks, 1916)
- Macrostemum bifenestratum (Navas, 1929)
- Macrostemum boettcheri (Ulmer, 1930)
- Macrostemum bouvieri (Navas, 1923)
- Macrostemum brasiliense (Fischer, 1970)
- Macrostemum braueri (Banks, 1924)
- Macrostemum bravoii França, Paprocki & Calor, 2013
- Macrostemum brisi (Navás, 1930)
- Macrostemum caliptera (Banks, 1931)
- Macrostemum capense (Walker, 1852)
- Macrostemum carolina (Banks, 1909)
- Macrostemum centrotum (Navas, 1917)
- Macrostemum ciliatum (Ulmer, 1926)
- Macrostemum croceum (Navas, 1924)
- Macrostemum dairiana Malicky, 1998
- Macrostemum diagramma (McLachlan, 1871)
- Macrostemum digramma McLachlan, 1871
- Macrostemum dione Malicky & Chantaramongkol in Malicky, 1998
- Macrostemum distinctum (Ulmer, 1912)
- Macrostemum distinguendum (Ulmer, 1905)
- Macrostemum dohrni (Ulmer, 1905)
- Macrostemum dulce (McLachlan, 1866)
- Macrostemum eleanora (Banks, 1938)
- Macrostemum elegans (Ulmer, 1926)
- Macrostemum erichsoni (Banks, 1920)<
- Macrostemum erigone Malicky, 1998
- Macrostemum ethelda (Banks, 1939)
- Macrostemum fastosum (Walker, 1852)
- Macrostemum fenestratum (Albarda in Veth, 1881)
- Macrostemum floridum (Navas, 1929)
- Macrostemum formosicolum (Matsumura, 1931)
- Macrostemum fulvescens (Martynov, 1935)
- Macrostemum fuscum (Martynov, 1935)
- Macrostemum giganteum (Martynov, 1935)
- Macrostemum gigapunctatus Li & Tian, 1990
- Macrostemum graphicum (Navas, 1934)
- Macrostemum hestia Malicky & Chantaramongkol in Malicky, 1998
- Macrostemum hospitum (McLachlan, 1862)
- Macrostemum hyalinum (Pictet, 1836)
- Macrostemum indistinctum (Banks, 1911)
- Macrostemum inscriptum (Walker, 1852)
- Macrostemum lacroixi (Navas, 1923)
- Macrostemum lautum (McLachlan, 1862)
- Macrostemum loriai (Navás, 1930)
- Macrostemum luteipes (Kimmins, 1955)
- Macrostemum madagascariense (Ulmer, 1905)
- Macrostemum marpessa Malicky, 1998
- Macrostemum midas Malicky & Chantaramongkol in Malicky, 1998
- Macrostemum multifarium (Walker, 1852)
- Macrostemum nebulosum (Hagen, 1858)
- Macrostemum negrense Flint, 1978
- Macrostemum nigrum França, Paprocki & Calor, 2013
- Macrostemum obliquum (Hagen, 1858)
- Macrostemum obscurum (Banks, 1920)
- Macrostemum okinawanum (Matsumura, 1931)
- Macrostemum opulentum (Ulmer, 1905)
- Macrostemum pallidipennis (Martynov, 1935)
- Macrostemum pallipes (Banks, 1931)
- Macrostemum par (Navás, 1930)
- Macrostemum paradiatum Li & Tian, 1991
- Macrostemum placidum (Navas, 1935)
- Macrostemum pseudodistinctum (Marlier, 1965)
- Macrostemum pseudoneura (Brauer, 1865)
- Macrostemum pulcherrimum (Walker, 1852)
- Macrostemum punctatum (Betten, 1909)
- Macrostemum quinquefasciatum (Martynov, 1935)
- Macrostemum quinquepunctatum (Matsumura, 1931)
- Macrostemum radiatum (McLachlan, 1872)
- Macrostemum santaeritae (Ulmer, 1905)
- Macrostemum saowapa Chantaramongkol & Malicky, 1986
- Macrostemum saundersii (McLachlan, 1866)
- Macrostemum scriptum (Rambur, 1842)
- Macrostemum sepultum (Hagen, 1859)
- Macrostemum similior (Banks, 1931)
- Macrostemum spectabilis (Banks, 1931)
- Macrostemum splendens (Banks, 1931)
- Macrostemum splendidum (Hagen, 1858)
- Macrostemum subaequale (Banks, 1920)
- Macrostemum surinamense (Flint, 1974)
- Macrostemum thomasi Mey, 1993
- Macrostemum tonkinensis (Mosely, 1934)
- Macrostemum transversum (Walker, 1852)
- Macrostemum trifasciatum (Banks, 1934)
- Macrostemum trigramma (Navas, 1916)
- Macrostemum trilineatum (Jacquemart, 1961)
- Macrostemum triste (Navas, 1916)
- Macrostemum tuberosum (Ulmer, 1905)
- Macrostemum ulmeri (Banks, 1913)
- Macrostemum uncatum Li & Tian, 1991
- Macrostemum wallacei (McLachlan, 1866)
- Macrostemum zebratum (Hagen, 1861)(zebra caddisfly)